# Династија Алпин
Династија Алпин била је прва владајућа породица уједињене краљевине Шкотске.

## Историја
Династију Алпин основао је Кенет Мекалпин (владао 825-860), краљ Далријаде који је 843. постао владар краљевства Пикта, ујединивши тако две келтске краљевине у једну државу. Наследио га је брат, Доналд Мекалпин (владао 860-863). Тако је нова династија добила име по њиховом оцу Алпину, краљу Далријаде. У раној шкотској краљевини власт се није преносила по наслеђу, већ је владар биран од стране великаша (племенских поглавица) међу одраслим члановима владајуће породице, пре свега на основу њихове популарности и ратничке способности. Тако краља најчешће на престолу није наслеђивао син (осим ако је већ био одрастао) већ најчешће млађи брат или рођак. Првих седам владара из породице Алпин после Кенета I погинули су у борби против Викинга.